# Seress Gyula
Seress Gyula (Gyula, 1898. augusztus 22. – Körösbánya, 1975. április 29.) római katolikus pap, egyházi író.

## Életútja, munkássága
Középiskoláit Gyulán és Békéscsabán, filozófiai tanulmányait a Szent Ferenc Rend medgyesi szemináriumában (1916–19), teológiai tanulmányait a Rend teológiáján, Vajdahunyadon végezte (1919–23). Káplán és magiszter volt Vajdahunyadon (1923–25), Mikházán (1925–27), Medgyesen (1927–42), ugyanitt házfőnök (1942–48) és plébános (1948–51). 1951-től, a szerzetesrendek ellen hozott hatósági intézkedések következményeként, haláláig Máriaradnán, majd Körösbányán kényszerlakhelyen élt; az internált szerzetesek házfőnöke volt.

## Írásai
1922-től közölte verseit és cikkeit a Hírnök, Katolikus Világ, Medgyesi Lapok és a Futár Naptára. Kötete: A medgyesi plébánia (Medgyes, 1930).